# Veritas-forum
Het Veritas-forum is een christelijke organisatie die bijeenkomsten organiseert op universiteiten. Centraal hierbij staat de verkenning van waarheid. Vraagstukken rondom filosofie, religie, wetenschap en andere disciplines komen aan bod. De organisatie is vernoemd naar het Latijnse woord voor waarheid en heeft als doel ‘evenementen op universiteiten op te zetten die student en faculteit betrekken bij het verkennen van levensvragen en de relevantie van Jezus Christus ten opzichte van het bestaan’. Het eerste Veritas-forum vond plaats in 1992 aan de Harvard-universiteit. Tot aan 2008 woonden 300.000 studenten meer dan 300 Veritas-fora bij op 100 universiteiten in de Verenigde Staten, Canada, Frankrijk, Engeland en Nederland. In 2010-2011 organiseerden meer dan 50 universiteiten een Veritas-forum. De bijeenkomsten zijn online terug te luisteren. De organisatie heeft daarnaast enkele boeken uitgebracht bij InterVarsity Press.

## Veritas-fora
Een Veritas-forum wordt in samenwerking met christelijke studentenverenigingen opgezet en gesteund door andere studentorganisaties en de universiteit. Lezingen, workshops, debatten en discussies zijn kenmerkende activiteiten. De onderwerpen van de fora variëren van het bestaan van God, wetenschap en religie, maatschappelijk werk, sociale ethiek, feminisme, vragen rondom betekenis en doel van het leven, het kwaad, esthetiek, menselijke seksualiteit en relaties, het bestaan van een objectieve waarheid, religie en kunst, christendom en moderne cultuur en de historische validiteit van de bijbel. 
Een greep aan sprekers die op verschillende Veritas-fora ter wereld hebben gesproken: Antony Flew, John E. Hare, Christopher Hitchens, Shelly Kagan, Alan Lightman, Steven Pinker, Jeffrey Sachs en Peter Singer.
Voorbeelden van fora in de Verenigde Staten:
- 2015 Toronto University: Has science made God irrelevant? Sprekers: prof. Christopher Dicarlo en prof. John Lennox.
- 2014 Harvard University: The American Dream: Money, God and the pursuit of happiness. Sprekers: prof. Charles Lee en prof. Michael Puett.
- 2013 Johns Hopkins University: The problem of goodness and the suffering of God. Sprekers: Ravi Zacharias en dr. Vince Vitale.

## Geschiedenis
Het eerste forum vond plaats aan de Harvard-universiteit in 1992 en  was een academische conferentie over christelijke apologetiek. Peter Gomes, hoofd van de Harvard-universiteit, nam deel aan dit forum. Het gehele motto van Harvard is ‘Veritas Christo et Ecclesiae’, 'waarheid voor Christus en de kerk'. Door Veritas als naam te kiezen wilde de organisatie de universiteitsgemeenschap herinneren dat Christus centraal stond bij haar oprichting. Op het eerste Veritas-forum kwamen schrijvers van het boek Finding God at Harvard bijeen om hun eigen vragen, moeilijkheden en ontdekkingen te delen met de gemeenschap van Harvard. Na deze eerste bijeenkomst werden Veritas-fora gehouden aan de Universiteit van Michigan, Ohio State, Virginia, aan Yale, Berkeley, Stanford UC, Davis en UCLA. Frankrijk had haar eerste forum in 2006, Engeland in 2008, Macedonië in 2010.

## Veritas-forum in Nederland
In Nederland is het Veritas-Forum een project van IFES in samenwerking met Navigators en ForumC. De organisatie heeft als doel een verbinding te leggen tussen wetenschappelijke kennis en het zoeken naar een persoonlijk antwoord op levensvragen. De organisatie fundeert zich in de waarden diversiteit, openheid, creativiteit, christelijk geloof, interactie en integriteit. Sinds 2008 zijn er meer dan 70 Veritas-fora georganiseerd in Nederland, waarvan enkele online te bekijken zijn.

### Deelnemende universiteiten
- Rijksuniversiteit Groningen
- Radboud Universiteit Nijmegen
- Technische Universiteit Eindhoven
- Technische Universiteit Delft
- Tilburg University
- Universiteit Leiden
- Universiteit Twente
- University College Roosevelt
- Vrije Universiteit Amsterdam
- Universiteit Utrecht
- Maastricht University

Thema’s die aan bod kwamen op de fora zijn: Liefde is een experiment, Survival of the fastest, ‘Gij zult tolerant zijn: elfde gebod of utopie?’, ‘Do we need God to be moral?’, ‘Will science ever find God's fingerprints?’, ‘The pursuit of purpose’, ‘De volmaakte mens?’, ‘Wat is waarheid?: tussen relativisme en fundamentalisme’ en ‘Succes is een keuze?!’.

### Sprekers
Onder meer Jan Peter Balkenende, Antoine Bodar, Lans Bovenberg, Cees Dekker, Beatrice de Graaf, James Kennedy, John Lennox, Stefan Paas, Ben Tiggelaar, Roel Kuiper en Alain Verheij en Nicholas Wolterstorff hebben als christelijke sprekers deelgenomen aan Veritas-fora in Nederland. Robbert Dijkgraaf, Ewald Engelen, Femke Halsema, Boris van der Ham, Agnes Jongerius, Herman Philipse, Dick Swaab, Roos Vonk, Frans de Waal, Paul Cliteur en Rob Wijnberg als niet christelijke sprekers.